# Liste der Nummer-eins-Hits in Spanien (1981)
Dies ist eine Liste der Nummer-eins-Hits in Spanien im Jahr 1981. Sie basiert auf den offiziellen Chartlisten der Asociación Fonográfica y Videográfica de España (AFYVE, heute Promusicae), der spanischen Landesgruppe der IFPI.

## Singles
| | Liste der Nummer-eins-Hits in Spanien | Liste der Nummer-eins-Hits in Spanien | Liste der Nummer-eins-Hits in Spanien                                              | 1982 →                    |
| \| Zeitraum \| Wo. ges. \| Interpret \| Titel Autor(en) \| Zusätzliche Informationen \| \| (Zeitraum, Wochen auf Platz eins, Interpret, Titel, Autor[en], zusätzliche Informationen) \| \| \| \| \| \| ----------------------------------------------------------------------------------------- \| -------- \| ------------------------ \| ---------------------------------------------------------------------------------- \| ------------------------- \| \| 6. Dezember 1980 – 23. Januar 1981 7 Wochen \| 7 \| Barbra Streisand \| Woman in Love Barry Gibb, Robin Gibb \| – \| \| 24. Januar 1981 – 20. Februar 1981 4 Wochen \| 4 \| John Lennon \| (Just Like) Starting Over John Lennon \| – \| \| 21. Februar 1981 – 13. März 1981 3 Wochen \| 3 \| Gilbert O’Sullivan \| What’s in a Kiss Gilbert O’Sullivan \| – \| \| 14. März 1981 – 20. März 1981 1 Woche \| 1 \| Ana Belén \| Qué será \| – \| \| 21. März 1981 – 27. März 1981 1 Woche \| 1 \| Queen \| Another One Bites the Dust John Deacon, Brian May, Roger Taylor, Freddie Mercury \| – \| \| 28. März 1981 – 1. Mai 1981 5 Wochen \| 5 \| Robert Palmer \| Johnny and Mary Allan Robert Palmer \| – \| \| 2. Mai 1981 – 22. Mai 1981 3 Wochen \| 3 \| The Korgis \| Everybody’s Got to Learn Sometime James Edward Warren \| – \| \| 23. Mai 1981 – 29. Mai 1981 1 Woche \| 1 \| Iván \| Te quiero tanto José Luis Perales Morillas \| – \| \| 30. Mai 1981 – 17. Juli 1981 7 Wochen (insgesamt 8) \| 8 \| Stars on 45 \| Stars on 45 Jaap Eggermont, Martin Duiser \| – \| \| 18. Juli 1981 – 24. Juli 1981 1 Woche \| 1 \| Orquesta Mondragón \| Caperucita feroz \| – \| \| 25. Juli 1981 – 31. Juli 1981 1 Woche (insgesamt 8) \| 8 \| Stars on 45 \| Stars on 45 Jaap Eggermont, Martin Duiser \| – \| \| 1. August 1981 – 28. August 1981 4 Wochen \| 4 \| Julio Iglesias \| De niña a mujer Ramon Arcusa Alcon, Carlos Enterria, Julio Iglesias, Tony Renis \| – \| \| 29. August 1981 – 4. September 1981 1 Woche (insgesamt 11) \| 11 \| Pino D’Angiò \| Ma quale idea Giuseppe Chierchia \| – \| \| 5. September 1981 – 11. September 1981 1 Woche \| 1 \| Ottawan \| Hands Up Jean Joseph Kluger, Daniel Vangarde \| – \| \| 12. September 1981 – 2. Oktober 1981 3 Wochen (insgesamt 11) \| 11 \| Pino D’Angiò \| Ma quale idea Giuseppe Chierchia \| – \| \| 3. Oktober 1981 – 9. Oktober 1981 1 Woche \| 1 \| Kim Carnes \| Bette Davis Eyes Jackie DeShannon, Donna Weiss \| – \| \| 10. Oktober 1981 – 27. November 1981 7 Wochen (insgesamt 11) \| 11 \| Pino D’Angiò \| Ma quale idea Giuseppe Chierchia \| – \| \| 28. November 1981 – 18. Dezember 1981 3 Wochen \| 3 \| Electric Light Orchestra \| Hold On Tight Jeff Lynne \| – \| \| 19. Dezember 1981 – 1. Januar 1982 2 Wochen \| 2 \| Miguel Bosé \| Márchate ya Miguel Bosé Dominguín, Gianpietro Felisatti, Luís Gómez Escolar Roldán \| – \| |                                       |                                       |                                                                                    |                           |
| |                                       |                                       |                                                                                    | → 1982 →                  |
| Zeitraum | Wo. ges.                              | Interpret                             | Titel Autor(en)                                                                    | Zusätzliche Informationen |
| (Zeitraum, Wochen auf Platz eins, Interpret, Titel, Autor[en], zusätzliche Informationen) |                                       |                                       |                                                                                    |                           |
| 6. Dezember 1980 – 23. Januar 1981 7 Wochen | 7                                     | Barbra Streisand                      | Woman in Love Barry Gibb, Robin Gibb                                               | –                         |
| 24. Januar 1981 – 20. Februar 1981 4 Wochen | 4                                     | John Lennon                           | (Just Like) Starting Over John Lennon                                              | –                         |
| 21. Februar 1981 – 13. März 1981 3 Wochen | 3                                     | Gilbert O’Sullivan                    | What’s in a Kiss Gilbert O’Sullivan                                                | –                         |
| 14. März 1981 – 20. März 1981 1 Woche | 1                                     | Ana Belén                             | Qué será                                                                           | –                         |
| 21. März 1981 – 27. März 1981 1 Woche | 1                                     | Queen                                 | Another One Bites the Dust John Deacon, Brian May, Roger Taylor, Freddie Mercury   | –                         |
| 28. März 1981 – 1. Mai 1981 5 Wochen | 5                                     | Robert Palmer                         | Johnny and Mary Allan Robert Palmer                                                | –                         |
| 2. Mai 1981 – 22. Mai 1981 3 Wochen | 3                                     | The Korgis                            | Everybody’s Got to Learn Sometime James Edward Warren                              | –                         |
| 23. Mai 1981 – 29. Mai 1981 1 Woche | 1                                     | Iván                                  | Te quiero tanto José Luis Perales Morillas                                         | –                         |
| 30. Mai 1981 – 17. Juli 1981 7 Wochen (insgesamt 8) | 8                                     | Stars on 45                           | Stars on 45 Jaap Eggermont, Martin Duiser                                          | –                         |
| 18. Juli 1981 – 24. Juli 1981 1 Woche | 1                                     | Orquesta Mondragón                    | Caperucita feroz                                                                   | –                         |
| 25. Juli 1981 – 31. Juli 1981 1 Woche (insgesamt 8) | 8                                     | Stars on 45                           | Stars on 45 Jaap Eggermont, Martin Duiser                                          | –                         |
| 1. August 1981 – 28. August 1981 4 Wochen | 4                                     | Julio Iglesias                        | De niña a mujer Ramon Arcusa Alcon, Carlos Enterria, Julio Iglesias, Tony Renis    | –                         |
| 29. August 1981 – 4. September 1981 1 Woche (insgesamt 11) | 11                                    | Pino D’Angiò                          | Ma quale idea Giuseppe Chierchia                                                   | –                         |
| 5. September 1981 – 11. September 1981 1 Woche | 1                                     | Ottawan                               | Hands Up Jean Joseph Kluger, Daniel Vangarde                                       | –                         |
| 12. September 1981 – 2. Oktober 1981 3 Wochen (insgesamt 11) | 11                                    | Pino D’Angiò                          | Ma quale idea Giuseppe Chierchia                                                   | –                         |
| 3. Oktober 1981 – 9. Oktober 1981 1 Woche | 1                                     | Kim Carnes                            | Bette Davis Eyes Jackie DeShannon, Donna Weiss                                     | –                         |
| 10. Oktober 1981 – 27. November 1981 7 Wochen (insgesamt 11) | 11                                    | Pino D’Angiò                          | Ma quale idea Giuseppe Chierchia                                                   | –                         |
| 28. November 1981 – 18. Dezember 1981 3 Wochen | 3                                     | Electric Light Orchestra              | Hold On Tight Jeff Lynne                                                           | –                         |
| 19. Dezember 1981 – 1. Januar 1982 2 Wochen | 2                                     | Miguel Bosé                           | Márchate ya Miguel Bosé Dominguín, Gianpietro Felisatti, Luís Gómez Escolar Roldán | –                         |